# Sakurada Kazuki
Kazuki Sakurada (sinh ngày 1 tháng 8 năm 1982) là một cầu thủ bóng đá người Nhật Bản.

## Sự nghiệp câu lạc bộ
Kazuki Sakurada đã từng chơi cho Thespakusatsu Gunma.